# Фома Гордеев
«Фома́ Горде́ев» — первый роман Максима Горького, впервые опубликованный в 1899 году в журнале «Жизнь». В 1900 году роман вышел отдельным изданием в составе библиотеки «Жизнь» с посвящением Антону Чехову , а уже в 1901 году были опубликованы переводы на основные европейские языки. В 1959 году роман был экранизирован Марком Донским.

## История создания
Горький начал работать над романом в 1898 году. «Эта повесть доставляет мне немало хороших минут и очень много страха и сомнений, — она должна быть широкой, содержательной картиной современности, и в то же время на фоне её должен бешено биться энергичный здоровый человек, ищущий дела по силам, ищущий простора своей энергии. Ему тесно. Жизнь давит его, он видит, что героям в ней нет места, их сваливают с ног мелочи, как Геркулеса, побеждавшего гидр, свалила бы с ног туча комаров», - писал он в феврале 1898 года в письме издателю С. Дороватовскому. Горький считал своего героя фигурой нетипичной в контексте русского купеческого сообщества. В том же письме он обещает вскоре приступить к описанию фигуры «типичного купца» в сатирическом романе «Карьера Мишки Вягина». В своей переписке Горький жаловался на многочисленные сокращения, проводимые государственной цензурой. Он дважды перерабатывал текст, в 1900 и 1903 годах.

## Критика
Иван Бунин вспоминает, что Чехов плохо отзывался о произведении: «Вот вы сослались на "Фому Гордеева", — продолжал он, сжимая около глаз гусиные лапки морщин. — И опять неудачно! Он весь по прямой линии, на одном герое построен, как шашлык на вертеле. И все персонажи говорят одинаково, на «о»...» Этот отзыв подтверждается отзывами из писем Чехова: «"Фома Гордеев" написан однотонно, как диссертация. Все действующие лица говорят одинаково; и способ мыслить у них одинаковый. Все говорят не просто, а нарочно; у всех какая-то задняя мысль; что-то не договаривают, как будто что-то знают; на самом деле они ничего не знают, а это у них такой façon de parler — говорить и не договаривать. Места в "Фоме" есть чудесные...»; «"Фому Гордеева" и "Трое" читать нельзя, это плохие вещи, и "Мещане", по-моему, работа гимназическая».
Роман получил высокую оценку среди социалистов. Джек Лондон в своей рецензии пишет: «Фома Гордеев» — большая книга; в ней не только простор России, но и широта жизни. В нашем мире рынков и бирж, в наш век спекуляций и сделок из каждой страны доносятся страстные голоса, требующие жизнь к ответу. В «Фоме Гордееве» свой голос подымает русский, ибо Горький — подлинно русский в своем восприятии и понимании жизни. Характерные для русских самонаблюдение и углубленный самоанализ свойственны и ему. И, как у всех русских собратьев Горького, его творчество насыщено горячим, страстным протестом. И это не случайно. Горький пишет потому, что у него есть что сказать миру, и он хочет, чтобы слово его было услышано. Из его стиснутого могучего кулака выходят не изящные литературные безделушки, приятные, усладительные и лживые, а живая правда, — да, тяжеловесная, грубая и отталкивающая, но правда». Владимир Ленин также высоко оценил произведение, отозвавшись в письме А. Н. Потресову о содержании новых выпусков журнала: «Беллетристика прямо хороша и даже лучше всех!».
В отзыве на повесть «Городок Окуров» и роман «Жизнь Матвея Кожемякина» Корней Чуковский писал: «Говорят, что Горький будто бы кончился, а между тем его последний роман гораздо лучше и серьёзнее предыдущих, — и уж, конечно, выше «Фомы Гордеева», где все, даже ростовщики и пьяные девки, непременно говорят афоризмами».